# Ала Немеренко
Ала Немеренко (рум. Ala Nemerenco, нар. 21 серпня 1959, Солонец, Сороцький район) — молдовський медик і державний діяч, міністр охорони здоров'я Молдови з 6 серпня 2021 року. Радник президента Молдови з питань охорони здоров'я з 24 грудня 2020 року до 9 серпня 2021 року. До цього — міністр охорони здоров'я, праці і соціального захисту Молдови (2019 рік), депутат муніципальної ради Кишинева (2015—2019 роки). У 2010 році нагороджена орденом «Трудова слава».

## Біографія
Ала Немеренко народилась у 1959 році в селі Солонец Сороцького району Молдавської РСР. Закінчила середню школу в місті Фалешти. У 1976 році вона вступила на медичний факультет Кишинівського державного медичного інституту, який закінчила в 1982 році. У 2003—2007 роках вона навчалась у докторантурі в Державному університеті медицини та фармакології, та захистила докторську дисертацію, отримавши ступінь магістра соціальної медицини і менеджменту.
У 1982—1985 роках Ала Немеренко працювала лікарем-терапевтом у Республіканській клінічній лікарні, надалі в міській поліклініці № 8 та міській лікарні № 2. З 1995 року працювала завідуючою терапевтичним відділенням, з 1998 року — заступником головного лікаря територіальної медичної асоціації сектору «Центр» (AMT Centru). У 2000—2002 роках Немеренко працювала заступником керівника відділу організації діяльності Університетської клініки первинної медико-санітарної допомоги в Державному університеті медицини та фармакології. З 2002 до 2012 року і з 2015 до 2016 року Немеренко працювала директором Університетської клініки первинної медико-санітарної допомоги. З 2005 року вона також обіймала посаду доцента у Школі менеджменту в області громадської охорони здоров'я при Державному університеті медицини та фармакології. У 2012—2015 роках працювала керівником проєкту в місцевому офісі Всесвітньої організації охорони здоров'я.
У 2016 році Ала Немеренко працювала радником міністра охорони здоров'я Румунії Влада Войкулеску. У 2017—2019 роках вона працювала консультантом у Швейцарському інституті громадської охорони здоров'я і тропічних хвороб і німецької консалтингової компанії «GFA Consulting Group». У 2018 році Немеренко була консультантом Всесвітньої організації охорони здоров'я.
За результатами загальних місцевих виборів 2015 року обрана депутатом муніципальної ради Кишинева, була головою комісії з соціального захисту, охорони здоров'я, освіти, культури, мас-медіа і міжетнічних стосунків.
8 червня 2019 року Ала Немеренко отримала портфель міністра охорони здоров'я, праці і соціального захисту в уряді Маї Санду. 12 листопада парламент Молдови виразив вотум недовіри уряду.
24 грудня 2020 року Ала Немеренко призначена радником з охорони здоров'я президента Маї Санду. 5 лютого 2021 року її кандидатура запропонована кандидатом на пост міністра охорони здоров'я, праці і соціального захисту в уряді Наталії Гаврилиці, 3 серпня кандидатом на пост міністра охорони здоров'я в уряді Гаврилиці. 6 серпня парламент Молдови затвердив склад уряду.
Ала Немеренко є автором близько 50 статей і наукових праць, опублікованих у Молдові та за кордоном, з них 11 підручників, настанов та методичних вказівок. Вона володіє румунською, російською, англійською і французькою мовами.

## Судовий розгляд
2 лютого 2021 року заступник голови комісії з соціального захисту, охорони здоров'я і сім'ї Володимир Односталко і член комісії Ала Дарованна звернулись до міністерства охорони здоров'я, праці і соціального захисту Молдови з проханням «скасувати наказ, згідно якого ступінь магістра була незаконно присвоєна раднику президента Маї Санду Алі Немеренко». Немеренко офіційно звинуватили в тому, що диплом, яким вона користується, підробний. Більше того, вона не закінчувала виш. Минобразования официально подтвердило незаконную выдачу диплома Алле Немеренко. За словами першого проректора медичного університету Ольги Чернецькі, диплом було видано Алі Немеренко автоматично за наказом міністра охорони здоров'я в 2007 році.
У липні 2021 року радник президента з питань охорони здоров'я Ала Немеренко зуміла виграти перший судовий процес у справі «про фальшивий диплом» на ступінь магістра.